# 伊朗護照
伊朗護照（波斯語：گذرنامه ایرانی）是伊朗公民的國外旅遊證件。封面頂端為伊朗國徽，其下以波斯文印上""（伊朗伊斯蘭共和國）和""（護照），下方以英文印"Islamic Republic of IRAN"和"PASSPORT"字樣。
在護照封底內頁，印上英文字句""（持此照者不得前往被佔領之巴勒斯坦），所指的地方是以色列。伊朗政府也不允許持用以色列護照和蓋有以色列簽證、出入境章戳的全世界各國護照入境伊朗。
根据2025年1月8日发布的亨利护照指数，伊朗护照可免签证、落地签证或电子签证入境44个国家和地区，位居世界第96，与南苏丹、斯里兰卡护照并列。